# Прандоцин-Илы
Прандо́цин-И́лы (пол. Prandocin-Iły) — село в Польше в сельской гмине Сломники Краковского повета Малопольского воеводства.

## География
Село располагается в 4 км от административного центра гмины города Сломники и в 27 км от административного центра воеводства города Краков.
В 1975—1998 годах село входило в состав Краковского воеводства.

## Население
По состоянию на 2013 год в селе проживало 417 человек.
| 2007 | 2013 |
| ---- | ---- |
| 403  | 417  |

| Перепись  | Всего   | Всего | Женщины | Женщины | Мужчины | Мужчины |
| --------- | ------- | ----- | ------- | ------- | ------- | ------- |
| Единицы   | человек | %     | человек | %       | человек | %       |
| Население | 417     | 100   | 212     | 50,83   | 205     | 49,17   |